# Cezary z Gostynia
Cezary z Gostynia (zm. 1552 w Poznaniu) − polski zakonnik, bernardyn oraz pisarz okresu renesansu, kustosz we Lwowie.

## Życiorys
Daty urodzenia oraz wstąpienia do zakonu bernardynów nie są znane. Początkowo przebywał w konwencie wrocławskim, a po likwidacji klasztoru w 1522 opuścił Wrocław. W 1531 został wysłany na kongregację generalną zakonu do Messyny. Po powrocie do kraju był gwardianem w Warcie. Około 1543 pełnił funkcję kustosza we Lwowie.

## Twórczość
Napisał i dedykował kustoszowi krakowskiemu − Rafałowi z Proszowic, łaciński utwór prozą o wypędzeniu bernardynów z Wrocławia przez władze miejskie.